# لي أتواتر
لي أتواتر (بالإنجليزية: Lee Atwater)‏ هو مستشار سياسي أمريكي، ولد في 27 فبراير 1951 في أتلانتا في الولايات المتحدة، وتوفي في 29 مارس 1991 في واشنطن العاصمة في الولايات المتحدة.

## وصلات خارجية
- لي أتواتر على موقع ميوزك برينز (الإنجليزية)
- لي أتواتر على موقع إن إن دي بي (الإنجليزية)
- لي أتواتر على موقع ديسكوغز (الإنجليزية)